# Аль-Каїда на Аравійському півострові
Аль-Каїда на Аравійському півострові (араб. تنظيم القاعدة في جزيرة العرب, трансліт. Tanẓīm al-Qā‘idah fī Jazīrat al-‘Arab, дос. «Організація Бази на Аравійському півострові» або تنظيم قاعدة الجهاد في جزيرة العرب, Tanẓīm Qā‘idat al-Jihād fī Jazīrat al-‘Arab, «Організація Джихаду Бази на Аравійському півострові»), абревіатура AQAP,, також відома як Ансар аль-Шаріа в Ємені (араб. جماعة أنصار الشريعة, Джамаат Ансар аш-Шаріа, «Група помічників Шаріату»), — ісламістське сунітського толку повстанське екстремістське угруповання, яке є частиною мережі Аль-Каїда, що діє переважно в Ємені та Саудівській Аравії. Вважається найактивнішим із відділень Аль-Каїди, які виникли після ослаблення центрального керівництва.
Група створила емірат під час єменської революції 2011 року, який втратив свою владу після іноземного втручання в громадянську війну в Ємені, що спалахнула. Організація Об'єднаних Націй, США, Саудівська Аравія, ОАЕ та кілька країн визнали групу терористичною організацією.
Як і центральна гилка Аль-Каїди, AQAP виступає проти монархії дому Саудів. AQAP була створена в січні 2009 року в результаті злиття єменського та саудівського відділень Аль-Каїди. Саудівська група була фактично ліквідована урядом Саудівської Аравії, змусивши її членів шукати притулку в Ємені.
Стратегічною метою угруповання є повалення урядів Саудівської Аравії та Ємену та створення ісламської держави на Аравійському півострові. У 2010 році угруповання мало кілька сотень членів. Група також прагне до знищення ізраїльської держави та звільнення палестинських територій.

## Терористичні акти та акції, скоєні Аль-Каїдою на Аравійському півострові
- Вибух USS Cole (скоєний у 2000 році саудівським відділенням Аль-Каїди)
- Різанина в Ель-Хубарі 2004 року[en]
- Стрілянина в рекрутинговому центрі Літл-Рока[en]
- Страта Пола Маршалла Джонсона[en]
- Спроба вибуху літака Northwest Airlines[en]
- Спроба вибуху транспортних літаків (2010)[en]
- Терористичний акт на параді Дня Соборності 2012 року[en]
- Операції з порятунку заручників у Ємені 2014 року[en]
- Стрілянина в редакції газети «Шарлі Ебдо»
- Битва за Ель-Мукаллу (2015)[en]
- Битва за Ель-Мукаллу (2016)[en]
- Захоплення Зінджібара та Джаара[en]